# Sebastiano Mannironi
Sebastiano Mannironi, född 22 juli 1930 i Nuoro, död 11 juni 2015 i Bracciano, var en italiensk tyngdlyftare.
Mannironi blev olympisk bronsmedaljör i 60-kilosklassen i tyngdlyftning vid sommarspelen 1960 i Rom.